# Totus Tuus
Die Gruppe Totus Tuus (lateinisch „ganz dein“; auch „Totus Tuus Neuevangelisierung“) entstand aus Mitgliedern von Gebetskreisen, die sich ab 1994 durch Pilgerfahrten nach Međugorje bildeten, welche vom Ehepaar Leon und Birgit Dolenec initiiert wurden. Der in mehreren Ländern tätigen Gruppe gehörten 2021 weltweit nach eigenen Angaben 135 Personen an. Zivilrechtlich ist die Gemeinschaft ein eingetragener Verein mit dem Charakter eines Fördervereins. Seit 2004 war Totus Tuus kirchenrechtlich als „private Vereinigung von Gläubigen diözesanen Rechts“ durch das Bistum Münster für die römisch-katholische Kirche anerkannt. Im November 2021 entzog Bischof Felix Genn der Vereinigung die kirchliche Anerkennung. Die Auflösung wurde 2022 vom Vatikan bestätigt.

## Selbstverständnis
Die selbst gestellte Aufgabe der Gruppe war die Neuevangelisierung. Schwerpunkt der Evangelisationsarbeit war hierbei die Organisation von Wallfahrten nach Medjugorje, die Gemeindemission und Firmlingsarbeit sowie die Jugendarbeit.
Die Gruppe organisierte jährlich mehrere Fahrten in den herzegowinischen Wallfahrtsort Medjugorje. Dort soll seit dem Jahr 1981 einigen Menschen, „Sehern“, die Gottesmutter Maria erscheinen, um alle Menschen auf der Welt zum Beten, Glauben und zum Frieden aufzurufen.
Auf Einladung wirkte die Gruppe in Gemeinden mit. Konkret wurden Firmunterricht und -wochenenden, sogenannte Gemeindemissionen sowie Gebetsabende oder -treffen angeboten. Für Jugendliche wurden an Wochenenden monatlich mehrere Treffen veranstaltet. Zudem fanden Kinderfreizeiten für Mädchen und Jungen statt.
Geprägt durch eine marianische und charismatische Spiritualität wollte die Bewegung nach eigenen Angaben auf die Nöte unserer Zeit Antwort geben. Totus tuus bedeutet übersetzt „ganz dein / ganz der Deine“. Wie der Wahlspruch von Papst Johannes Paul II. bezog sich der Name der Gruppe auf Louis-Marie Grignion de Montfort, der eine Spiritualität der vollkommene Hingabe an Jesus durch Maria lehrte. Wie diese Hingabe sich konkretisierte, blieb unklar. Aussteiger und der ehemalige geistliche Beirat der Gruppe kritisieren das Einfordern von „blindem Gehorsam“ und die Beeinträchtigung der freien Entwicklung.
Im Jahr 2018 unterstützte die Gruppe das Mission Manifest.

## Visitation und Auflösung

### Beschwerden und Untersuchung
Seit 2017 untersuchte das Bistum Münster die Gemeinschaft im Rahmen einer bischöflichen Visitation, da ehemalige Mitglieder der Gemeinschaft sektenartige Strukturen und geistlichen Missbrauch vorwerfen. Als Visitatoren beauftragte Bischof Felix Genn seinen stellvertretenden Generalvikar Jochen Reidegeld und die Ordensschwester Birgitte Herrmann von den Mauritzer Franziskanerinnen. „Konkreter Untersuchungsgegenstand“ sollte dabei das „autoritäre Verhalten des Leitungsgremiums gegen Mitglieder der Gemeinschaft“ sein. Auf Anregung der Visitatoren bekam die Gemeinschaft im Bistum Münster 2020 eine Übergangsleitung, die aus drei Mitgliedern der bisherigen Leitung bestand, die der Münsteraner Bischof Felix Genn benannte. Drei weitere Leitungsmitglieder wurden von den Mitgliedern der Gemeinschaft gewählt; sie gehörten nicht der vorigen Leitung an. Zwei weitere berief Bischof Genn. Das Leitungsteam wurde von Pfarrer Martin Sinnhuber begleitet.

### Auflösung durch Bischof Genn
Die katholische Kirche löste Totus Tuus zum 4. November 2021 auf; als zuständiger Vertreter unterzeichnete Bischof Genn ein Dekret, in dem er deutlich machte, dass Totus Tuus keine nach dem Kirchenrecht anerkannte kirchliche Vereinigung mehr ist. Als Begründung nannte er die fehlende Bereitschaft und Fähigkeit der Verantwortlichen, die bei der Visitation erkannten schwerwiegenden Mängel im geistlichen Umgang mit Mitgliedern der Gemeinschaft einzusehen und abzustellen. Als Mangel wurde erkannt, dass Leitung und geistliche Begleitung in der Gemeinschaft nicht voneinander getrennt gewesen seien. Bischof Genn: „Durch einen personenfixierten und unreflektierten Leitungsstil wurde ein Klima begünstigt, das Spiritualität quantifiziert, Kritik zum Ausweis mangelnder geistlicher Reife erklärt und ein geschlossenes Elitedenken befördert hat. […] Aufgrund der Visitationsergebnisse und nach eingehender Beratung bin ich zu der Einschätzung gelangt: es kam in der Gemeinschaft Totus Tuus wiederholt zu Handlungen und Kommunikationsverhalten, die wir heute unter den Begriff geistlicher Missbrauch fassen. Die Gemeinschaft hat Strukturen und Verhaltensweisen entwickelt, die ein solches Handeln ermöglicht und gefördert haben.“ Hinweise auf Straftaten oder sonstiges rechtliches Fehlverhalten wurden nicht gefunden.
Das Bistum untersagte, dass die Vereinigung Totus Tuus sich nach c. 300 CIC als katholische Vereinigung bezeichnen und den Namensbestandteil „katholisch“ in ihrem Vereinsnamen und in ihrem öffentlichen Auftreten weiter tragen darf. Mitarbeitern im pastoralen Dienst des Bistums untersagte es jegliche Mitgliedschaft und Mitwirkung, in welcher Form auch immer, in der Vereinigung Totus Tuus. Zudem untersagte es ausdrücklich jegliche Form von Veranstaltungen/Aktivitäten der Vereinigung Totus Tuus auf dem Gebiet und in Einrichtungen des Bistums Münster.
Bischof Genn betonte: „Im Bistum Münster gibt es auch bei geistlichem Missbrauch, worunter ein grenzverletzendes Verhalten im seelsorglichen Kontext und ein spiritueller Machtmissbrauch in kirchlichen Gemeinschaften zu verstehen ist, eine Haltung der Null-Toleranz.“
Zum Zeitpunkt der Auflösung im Bistum Münster hatte die Vereinigung nach diözesanen Angaben dort weniger als 20 Mitglieder, nachdem es zu Austritten gekommen war.
Das Bistum Essen bekräftigte, dass auch „seinen pastoralen Mitarbeitern die Mitwirkung in der Gemeinschaft“ verboten sei.

### Reaktion der Gemeinschaft und Bestätigung der Auflösung durch den Vatikan
Die Gemeinschaft kündigte Rechtsmittel gegen die bischöfliche Entscheidung an. Weitere Stellungnahmen seitens der Gemeinschaft würden derzeit nicht erfolgen. Am 26. November 2021 wies Bischof Genn den Antrag von Totus Tuus auf Rücknahme des Auflösungsdekrets mit der Begründung ab, dass „eine nicht unerhebliche Anzahl von Menschen“ durch Totus Tuus schwer geschädigt worden sei, und die Gemeinschaft habe „sowohl einen schweren Schaden für die kirchliche Disziplin verursacht als auch ein Ärgernis für die Gläubigen dargestellt“.
Eine Beschwerde der Gemeinschaft gegen die Entscheidung des Bischofs von Münster wurde vom Dikasterium für Laien, Familie und Leben der römischen Kurie mit einem Dekret vom 13. Juli 2022 in allen Punkten zurückgewiesen; das Dikasterium bestätigte, dass die Auflösung des Vereins den geltenden Rechtsvorschriften entsprochen habe und mit Blick auf den Schaden, der durch den Verein verursacht worden sei, eine geeignete Maßnahme gewesen sei. Ebenfalls seien die Aberkennung der Bezeichnung als katholischer Verein und das Verbot der Mitwirkung und Mitgliedschaft für Beschäftigte im pastoralen Dienst des Bistums rechtmäßig erfolgt. Gegen die Entscheidung des Dikasteriums können Rechtsmittel beim obersten Gericht der Kurie, der Apostolischen Signatur, eingelegt werden.